# Propanil
El propanil cuya molécula técnica es 3′,4′-dicloropropionanilida, es un herbicida de contacto muy utilizado en el cultivo del arroz. Con un uso estimado de cerca de 3.640 t en 2001, se considera uno de los herbicidas más ampliamente utilizados en los Estados Unidos.  Se dice que el propanil está en uso en aproximadamente 400.000 ha de producción de arroz cada año.

## Modo de acción
El modo principal de la acción herbicida del propanil contra las malas hierbas es la inhibición de su fotosíntesis y fijación de CO2. Las plantas fotosintetizan en dos etapas. En la etapa I las reacciones fotosintéticas capturan la energía solar y producen moléculas con alto contenido energético. En la etapa II estas moléculas reaccionan para capturar CO2, produciendo precursores de carbohidratos. En la fase I de reacción, una molécula de clorofila absorbe un fotón (luz) y pierde un electrón, iniciando una reacción en cadena de transporte de electrones que conduce a las reacciones de la etapa II. El propanil inhibe la reacción en cadena de transporte de electrones y su conversión de CO2 en precursores de carbohidratos. Esto inhibe el desarrollo de la maleza.
El arroz es relativamente inmune al propanil, pero la mayoría de las malas hierbas son susceptibles a él. La razón de la selectividad es que el arroz contiene un alto nivel de la enzima aril acilamidasa (AAA), que metaboliza rápidamente propanil a la relativamente no tóxica 3,4-dicloroanilina. Las malas hierbas susceptibles carecen del gen o genes que codifican la enzima AAA y sucumben así al propanil. Sin embargo, el uso intensivo de propanil y la selección natural han hecho que algunas malezas se hayan vuelto resistentes al propanil.

## Toxicidad
Se considera de baja a media toxicidad, aunque se ha usado en autointoxicaciones intencionales. En estos casos, la intoxicación aguda con propanil se manifiesta por metahemoglobinemia y anemia hemolítica, trastornos que conducen a la reducción del transporte eficaz de oxígeno y a la hipoxia.